# Pilaria quadrata
Pilaria quadrata là một loài ruồi trong họ Limoniidae. Chúng phân bố ở miền Tân bắc.